# Черемуха (Кілемарський район)
Чере́муха (рос. Черёмуха, марій. Черёмуха) — присілок у складі Кілемарського району Марій Ел, Росія. Входить до складу Юксарського сільського поселення.

## Населення
Населення — 35 осіб (2010; 49 у 2002).
Національний склад (станом на 2002 рік):
- марі — 92 %